# Йоганн Церклас Тіллі
Йоганн Церклас, граф Тіллі (нім. Johann t'Serclaes von Tilly; лютий 1559 — 30 квітня 1632) — фельдмаршал Священної Римської імперії, іспанський граф, німецький полководець, командувач військ Католицької Ліги в Тридцятирічній війні, здобув ряд перемог над протестантами.

## Біографія
Народився в Іспанських Нідерландах в 1559, походив зі знатного шляхетного роду з-під Брюсселя. Виховання отримав в єзуїтській школі.
Військову кар'єру Тіллі почав у віці 15-ти років під час війни проти повсталих Нідерландів. Як простий солдат виявив велику хоробрість. Воював у австрійських військах в Угорщині і Туреччині.
У 1610 Тіллі поступив на службу до герцога Максиміліана Баварського і провів реорганізацію баварських військ. Він розумів ненадійність найманих загонів. За його планом все доросле населення Баварії закликалося до зброї: дворянство — в кавалерію, селяни і городяни — в піхоту. Всі повинні було навчатися військовій справі. Завдяки цьому армія Католицької ліги, фельдмаршалом якої на початку тридцятирічної війни був призначений Тіллі, вважалася непереможною.
У Тіллі в протестантів була репутація «лютого» і «страшного».
Після початку Тридцятирічної війни Тіллі очолив війська Католицької ліги, яка разом з імперськими частинами розбила війська протестантів у битві на Білій горі у 1620 році.
Тіллі був переможений Ернстом Мансфельдом 27 квітня 1622 році під Віслохом. Через 10 днів, 6 травня, він спільно з Гонзало де Кордоба розбив протестантські сили Мансфельда та Георга Фрідріха фон Баден-Дурлаха під Вімпфеном (біля Гейдельберга). Наступного місяця, 20 червня, Тіллі та Кордоба здобули стратегічну перемогу над Христіаном Брауншвейзьким під Хохстом. Після 11-тижневої облоги, Йоганн Тіллі захопив Гейдельберг 19 вересня. Христіан Брауншвейзький вирядив нове військо, але зазнав чергової поразки від Тіллі у битві при Штадтлоні 6 серпня 1623 року. Це закінчило пфальцьку фазу Тридцятирічної війни.
Після вступу у війну Крістіана IV Данського, в 1625 році Тіллі разом з Валленштейном очолили бойові дії проти данців.
Після відставки Валленштейна в 1630 році Тіллі перейняв командування над імперською армією, але не зумів подолати шведського короля Густава II Адольфа.
20 травня 1631 року війська Тіллі і князя Паппергейма розграбували і вирізали взятий штурмом Магдебург.
В битві під Брейтенфельдом війська Тіллі були розбиті шведськими військами Густава Адольфа. Роком пізніше, під час битви на річці Лех Тіллі був смертельно поранений.